# 图恩艺术博物馆

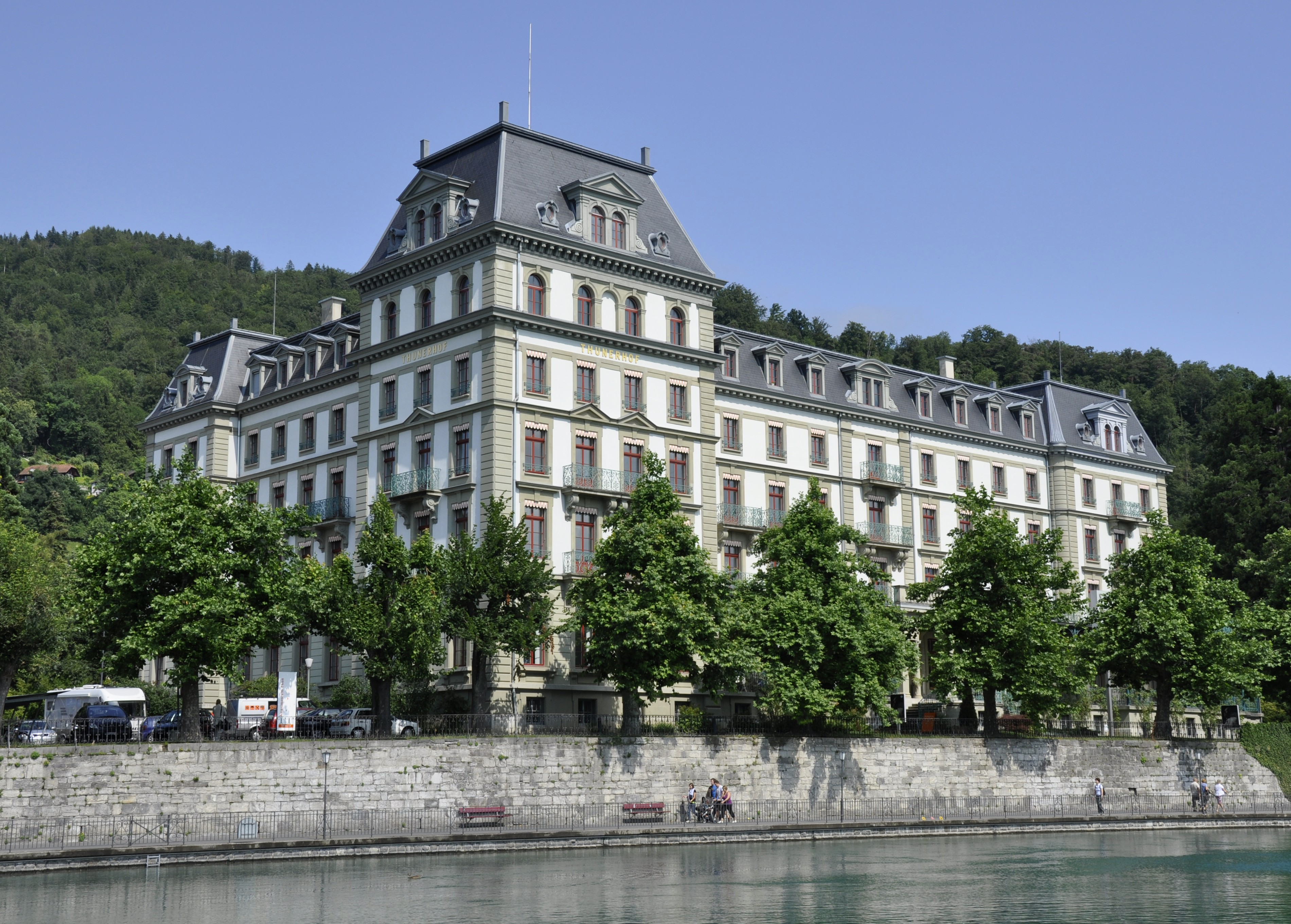

图恩艺术博物馆（Kunstmuseum Thun）位于瑞士伯尔尼州图恩。自1949年以来，一直设于市中心阿勒河畔的原图纳霍夫大酒店（Grandhotel Thunerhof）。该博物馆每年举办五到六次临时展览，主要展出当代艺术。
图纳霍夫大酒店于1875年开业，由伯尔尼建筑师保罗·阿道夫·蒂切设计，法国新文艺复兴风格，长60米，宽30米，主楼高20米。这家酒店约有100间客房，于1934年停业。